# Mobico Group

Ehemaliges Unternehmenslogo bis Juni 2023

Die Mobico Group plc, ist ein britisches Verkehrsunternehmen mit Sitz in Birmingham, das Transportdienstleistungen mit Reisebussen, Linienbussen und Zügen in Großbritannien, den USA, Kanada, Australien, Spanien, Portugal, Deutschland und Marokko anbietet.
Bis zum Juni 2023 hieß das Unternehmen National Express Group plc. Die untergeordneten Unternehmen wie bspw. die National Express Holding waren von der Umbenennung nicht betroffen.

## Geschichte
Hervorgehend aus der staatseigenen National Bus Company (NBC), wurde das Unternehmen unter dem damaligen Namen National Express plc gegründet, um die von verschiedenen Verkehrsunternehmen betriebenen Fernverkehrs- und Expressbusse der NBC-Gruppe zu einer einheitlichen Marke zusammenzufassen. Die Betriebe blieben jedoch weiterhin bei den jeweiligen Subunternehmern, die Gründung hatte also hauptsächlich Auswirkungen auf das Management und die Außendarstellung.
Als die NBC-Gruppe in den 1980er Jahren privatisiert wurde, wurde National Express 1988 vom Management übernommen. 1992 ging das Unternehmen schließlich an die Börse mit dem Ziel, seine Aktivitäten auf andere Bereiche der Personenverkehrsbranche auszuweiten. Der Jahresgewinn 2011 betrug 180,2 Mio. GBP vor Steuern bei einem Umsatz in Höhe von 2,238 Mrd. GBP.
Als in den 1990er Jahren die Privatisierung von Flughäfen im Vereinigten Königreich begann, kaufte National Express die Flughäfen East Midlands Airport, Bournemouth Airport und Humberside Airport auf. Im Zuge der Konzentration auf den Bus- und Schienenverkehr wurde Humberside 1999 verkauft, gefolgt von Bournemouth und East Midlands im Februar 2001.
Im November 2007 verkaufte die Group auch den Stewart International Airport im Bundesstaat New York und beendete damit das Flughafen-Engagement.

## Deutschland

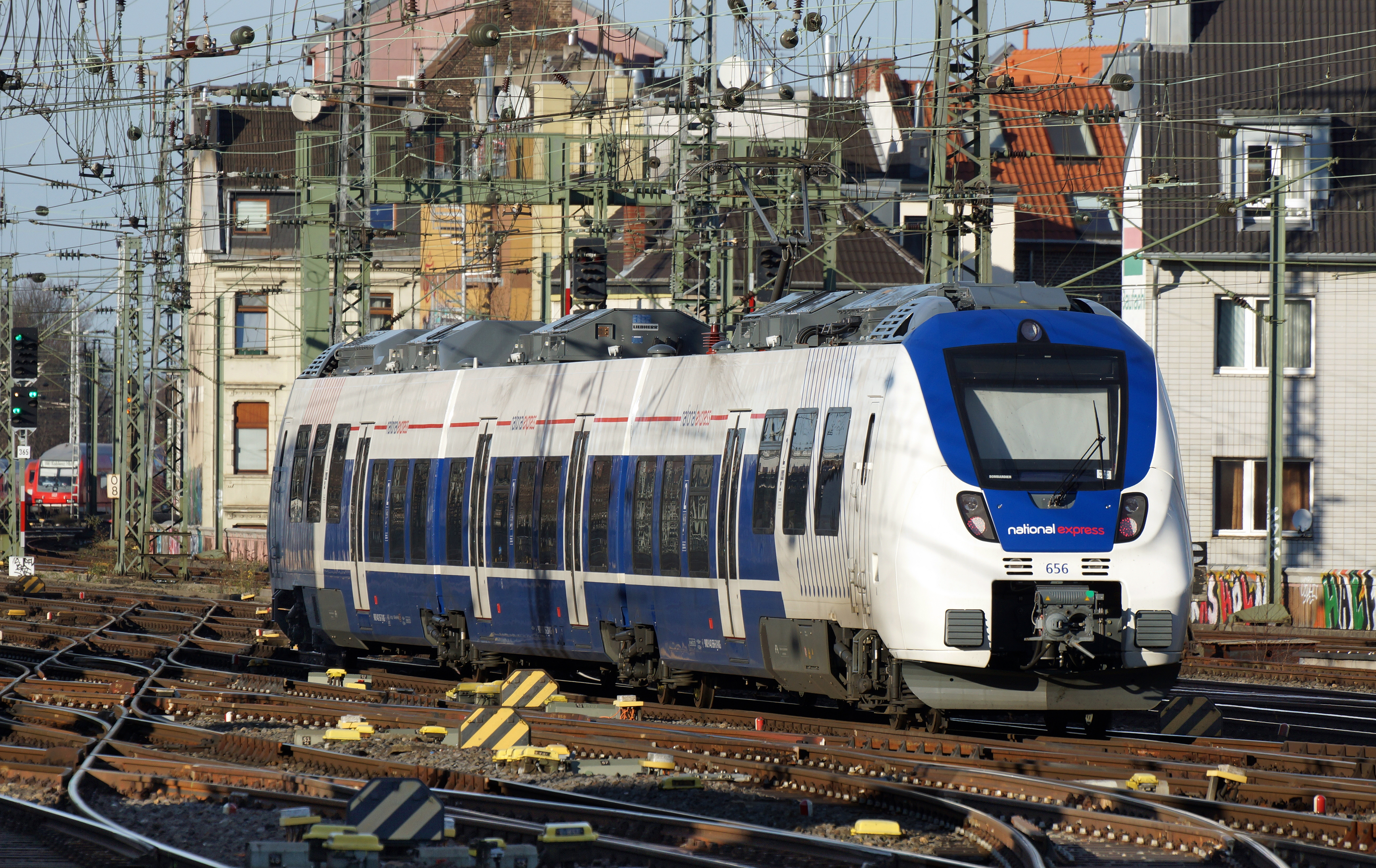
Dreiteiliger Bombardier Talent 2 in Köln

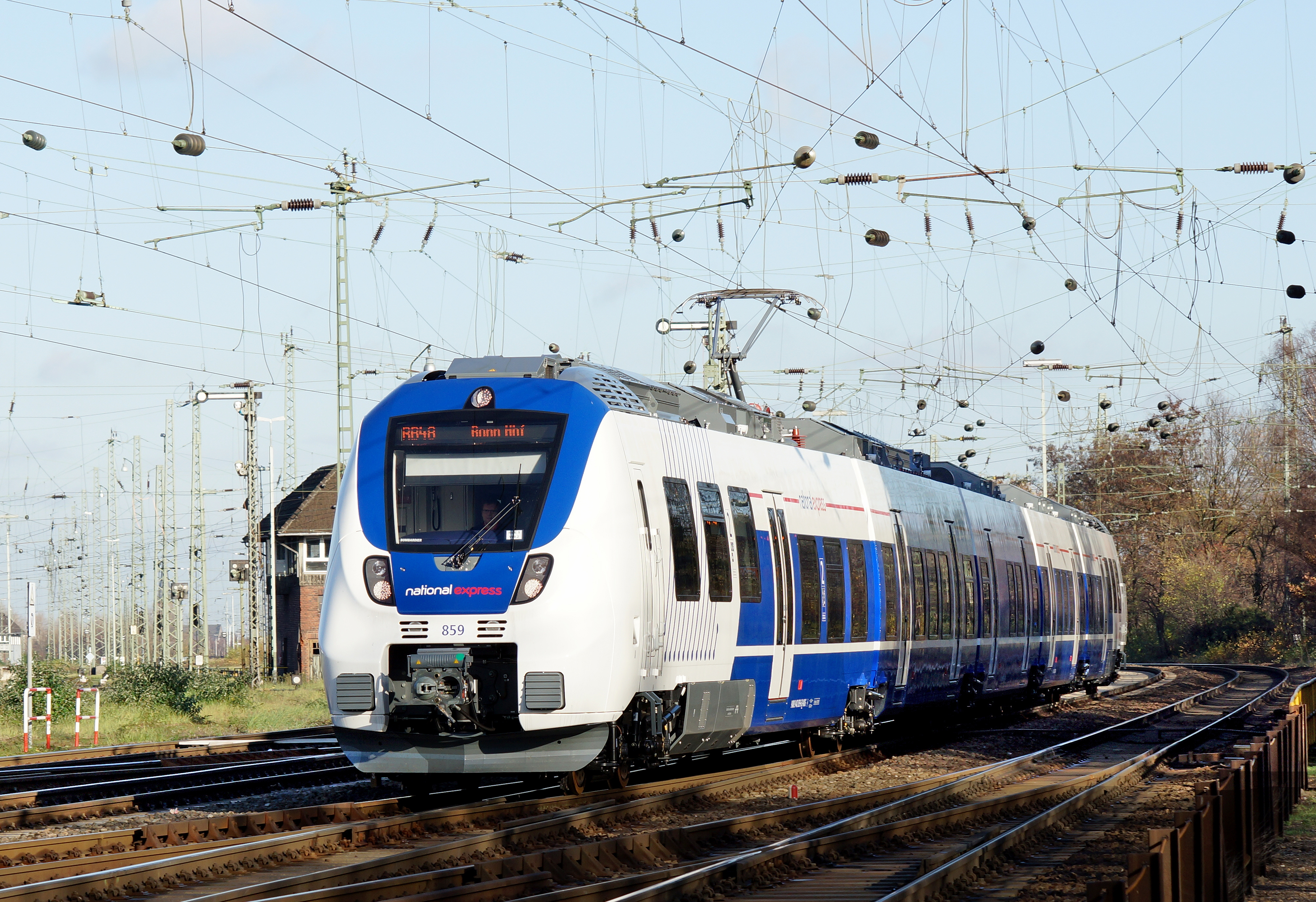
Fünfteiliger Bombardier Talent 2 in Köln

In Deutschland ist die Unternehmensgruppe über die National Express Holding GmbH, Düsseldorf (NX Holding) aktiv. Das operative Geschäft wird über deren Tochterunternehmen National Express Rail GmbH, Köln (NX Rail) und National Express Südwest GmbH, Düsseldorf (NX Südwest) betrieben. Weitere regionale Betriebsgesellschaften sollen gegründet werden.

### Schienenverkehr
Im Februar 2013 erhielt National Express zusammen mit IntEgro Verkehr im Rahmen einer europaweiten Ausschreibung den Zuschlag für den Betrieb der nordrhein-westfälischen Nahverkehrs-Linien RE 7 „Rhein-Münsterland-Express“ und RB 48 „Rhein-Wupper-Bahn“ ab Dezember 2015. Zum Einsatz kommen dabei 10 drei- und 25 fünfteilige Elektrotriebzüge des Typs Bombardier Talent 2 in Doppeltraktion. Die Bestellung der Fahrzeuge hat ein Auftragsvolumen von 170 Millionen Euro. Die Deutsche Bahn als Unterlegene machte von einer Einspruchsmöglichkeit Gebrauch, die Vergabekammer bei der Bezirksregierung Münster stellte jedoch keinen Vergaberechtsverstoß fest. Die Talent-2-Züge werden in den DB-Werken Düsseldorf und Münster gewartet, die schwere Instandhaltung wird im DB-Werk Krefeld erfolgen.
Am 2. Februar 2015 gab die Bayerische Eisenbahngesellschaft bekannt, dass National Express beide Lose der Ausschreibung der S-Bahn Nürnberg gewonnen hat und den Betrieb ab 2018 übernehmen soll. National Express plante, für diesen Auftrag beim tschechischen Hersteller Škoda Vagonka für rund 360 Mio. Euro 38 fünfteilige Škoda 7Ev „RegioPanter“ zu beschaffen. Am 25. Oktober 2016 zog das Unternehmen sein Angebot jedoch zurück.
Am 16. Juni 2015 wurde bekanntgegeben, dass National Express die Lose 2 und 3 des Rhein-Ruhr-Expresses gewonnen hat. Am 9. Juni 2019 war Betriebsstart auf der Linie RE 5 „Rhein-Express“ und am 15. Dezember 2019 bei der Linie RE 6 „Westfalen-Express“. Am 13. Dezember 2020 folgte die Linie RE 4 „Wupper-Express“.
In Zusammenhang mit der Insolvenz von Abellio Rail übernahm National Express im Februar 2022 darüber hinaus verschiedene Linien in Nordrhein-Westfalen, darunter auch die RRX-Linien RE1 und RE 11.
Im Januar 2023 wurde durch die Aufgabenträger bekannt gegeben, dass die RRX-Linien RE 1 und RE 11 über die Notvergabe hinaus ab Dezember 2023 weiterhin von National Express betrieben werden sollen. Am 1. Februar 2022 wurden die früheren Abellio-Linien RE 1 (RRX) und RE 11 (RRX) im Rahmen eines Notvergabeverfahrens bis zum 31. Dezember 2023 übernommen. Insgesamt erbringt das Unternehmen damit auf allen sieben Linien über 20 Millionen Zugkilometer pro Jahr an Betriebsleistung. Seit Anfang 2024 kämpft National Express mit massiven Personalengpässen, so dass der Fahrplan der Linien RE4, RE11 (RRX) und zuletzt auch auf der RB48 ausgedünnt wurde. Die meisten Fahrten der Linie RE11 (RRX) der Relation Düsseldorf – Hamm (Westf.) fallen aus. Auf der Linie RE4 entfallen die Verstärkerzüge in der Hauptverkehrszeit, welche zwischen Düsseldorf und Aachen verkehren. Auf der Linie RB48 wurden ebenfalls die Verstärkerzüge welche Wochentags auf der Relation Bonn Hbf – Wuppertal Oberbarmen verkehren, zwischen Bonn und Köln eingestellt. Am Wochenende verkehrt die RB48 generell nur noch bis Köln Hauptbahnhof. Der Streckenast Richtung Bonn-Mehlem wurde aufgegeben. Mit der Fahrplananpassung möchte National Express ungeplante Ausfälle vermeiden und seinen Fahrgästen einen stabileren Fahrplan bieten. Zudem sollen auch zusätzlicher Stress und Überlastung in der Belegschaft vermieden werden. Ab wann wieder mit einem geregelten Fahrplan gerechnet werden kann, ist unbekannt.

### Busverkehr

Logo city2city

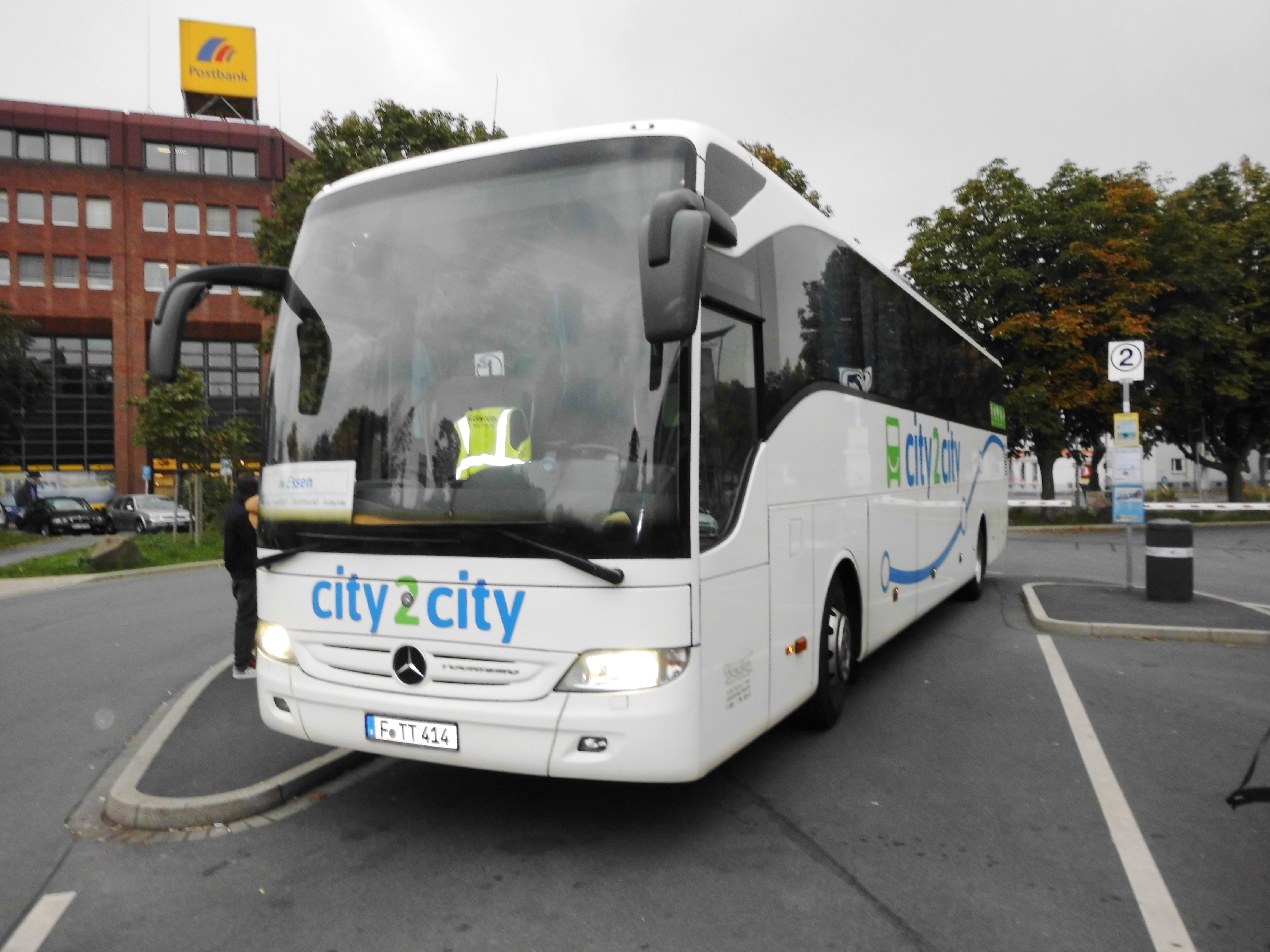
Bus von City2city

Im Busverkehr war NX über die Tochtergesellschaft National Express Germany GmbH aktiv.
Im Jahr 2013 stieg das Unternehmen unter der Marke city2city mit mehreren Strecken in den deutschen nationalen Fernlinienbusverkehr ein. Deutschland-Chef Donker van Heel kündigte vor dem Einstieg Anfang 2013 an, man wolle Marktführer im deutschen Fernbuslinien-Markt werden. Zuvor hatte NLX nur über die Deutsche Touring, an deren Mehrheitseigner Ibero Eurosur die NLX-Tochter Alsa beteiligt ist, einen minimalen Anteil am deutschen Markt. Zum 13. Oktober 2014 stellte city2city den Betrieb ein. Damit gab der erste große Anbieter von Fernbus-Linienverkehren in Deutschland auf.

## Kritik
In Großbritannien kam das Unternehmen im Jahr 2009 wegen Sicherheitsbedenken aufgrund unzureichender Wartung von Zügen in die Kritik. Der stellvertretende Verkehrsminister MP Paul Clark warnte vor Ängsten von Mitarbeitern von National Express, dass ein größerer Unfall nur eine Frage der Zeit wäre. Das Franchise für den Betrieb auf der East Coast Main Line (London – Edinburgh) wurde 2009 aufgrund von Rentabilitätsproblemen zurückgegeben, die Rücknahme weiterer Strecken wurde diskutiert. National Express war bereits das zweite Unternehmen innerhalb weniger Jahre, das ein Franchise für die East Coast Main Line zurückgegeben hat. Die ECML wurde von 2009 bis 2015 von der staatlichen East Coast Main Line Company Limited betrieben. Vor den britischen Unterhauswahlen wurde der Betrieb der Strecke allerdings wieder privatisiert, obwohl die staatliche Gesellschaft profitabel arbeitete.
Die im Dezember 2015 übernommenen Bahnlinien RB 48 der Rhein-Wupper-Bahn und RE 7 in Nordrhein-Westfalen werden zunehmend vom Verkehrsverbund Rhein-Ruhr (VRR) und den Fahrgästen kritisiert. Grund dafür sind viele massive Verspätungen und Zugausfälle sowie Graffiti auf den Zügen. Der Verkehrsverbund Rhein-Ruhr kündigte bei nicht sofortiger Besserung Konsequenzen für den Betreiber an.
Am 16. Juni 2015 wurde bekanntgegeben, dass National Express die Lose 2 und 3 des Rhein-Ruhr-Expresses gewonnen hat. Um für den Betriebsstart genügend Lokführer ausgebildet zu haben, wurden sogenannte Streckenkundefahrten der neuen Lokführer von National Express auf den noch fahrenden DB Zügen durchgeführt. Anfang 2019 berichteten dann verschiedene Medien über aggressive Abwerbeversuche von Lokführern durch den neuen Betreiber National Express.
Die Deutsche Bahn wirft dem neuen Betreiber vor, ihren Lokführern ein Briefing auszuhändigen. In diesem Briefing wird den Mitarbeitern nahegelegt, während der Streckenkundenfahrten „eine persönliche Bindung“ zu den DB-Kollegen aufzubauen „um die Lokführer davon zu überzeugen, ab dem Sommerfahrplan zu uns zu wechseln“. Die Lokführer sollten von den positiven Erfahrungen bei National Express berichten. Auch Beamte sollten angesprochen werden. Man könne sie trotz fehlendem Wechselwillen „für NX begeistern und er wird die Begeisterung an seine Kollegen weitergeben“. Das Briefing endete mit dem wichtigen Hinweis: „Es darf nicht der Eindruck entstehen, dass wir nur mitfahren, um Leute abzuwerben.“ National Express reagierte auf diese Anschuldigungen und sah die Schuld bei der Deutschen Bahn.

## Unfälle in Deutschland
Zu einem schweren Eisenbahnunfall kam es am 5. Dezember 2017 bei Meerbusch-Osterath, als der Rhein-Münsterland-Express RE 7 auf einen vor ihm fahrenden Güterzug auffuhr. Bei dem Unfall wurden mehr als 40 Personen zum Teil schwer verletzt.